# 코어즈
코어즈(The Corrs)는 아일랜드 출신 코어(Corr) 가문의 1형제, 3자매로 구성된 포크 록 그룹이다.
코어즈의 멤버는 짐 코어(1964년 7월 21일 출생, 기타, 피아노, 보컬)와 그의 여동생들 - 샤론 코어 (1970년 3월 24일 출생, 바이올린, 보컬), 캐롤라인 코어 (1973년 3월 17일 출생, 드럼, 보란, 보컬), 앤드리아 코어 (1974년 5월 17일 출생, 보컬, 틴 휘슬)로 구성되어 있다.

## 생애

### 어린 시절
형제, 자매들 모두 아일랜드 라우트 주(County Louth)의 던더크(Dundalk)에서 출생하여 자랐다.
그들의 아버지 제리 코어는 아일랜드 전기 공급원의 인사부에서 근무했고, 어머니 진(1999년 사망)은 평범한 주부였다. 음악에 뛰어났던 그들의 부모는 사운드 어페어(Sound Affair)라는 밴드에서 연주하면서 자식들을 공연에 가끔 데리고 다녔다고 한다.
부모의 장려를 받아 짐은 기타 레슨을 받았고, 샤론은 바이올린을, 앤드리아는 틴 휘슬을 연주하기 시작하였다. 캐롤라인은 17세 때에 남자 친구의 도움으로 드럼을 연주하였으며, 그들은 모두 아버지에게 피아노를 배웠다. 10대 시절 내내 음악을 연습했다.

### 1990 ~ 1994: 초기의 상업적 성공
캐롤라인과 앤드리아가 아직 학교에 다니고 있을 때, 짐과 샤론은 듀오로 활약하면서 그들의 이모가 운영하는 술집에서 가끔 활동하기도 했다. 1990년 짐과 샤론은 동생들과 함께 4인조 밴드를 결성했다. 그들의 경력은 1991년 영화 《The Commitment》를 위해 오디션을 받을 때 상승했다.
1994년에는 아일랜드 주재 미국 대사 진 케네디 스미스는 코어즈가 더블린에 있는 윌란즈 뮤직 바(Whelan's Music Bar)에서 연주한 것을 보고, 보스턴으로 그들을 초대하여 FIFA 월드컵에서 공연을 시켰다. 1996년 애틀랜타 올림픽에서 공연과 셀린 디옹의 《Fallin into You》투어를 성원하면서 국제적으로 두각을 나타냈다.

### 1995 ~ 1999: 국제적 명성
코어스는 캐나다의 제작가, 작사가 데이비드 포스터를 만나 애틀랜틱 레코드사의 사장 제이슨 플롬을 알게 되어 앨범을 계약했다. 미국에서 5개월 동안 머물면서, 첫 데뷔 앨범 《Forgiven, Not Forgotten》을 냈다. 그 앨범은 6개의 아일랜드 전통적 악기음악이 실려있고, 아일랜드, 오스트레일리아, 일본 등지에서 잘 팔렸다. 그 앨범에는 "Forgiven, Not Forgotten", "Runaway", "Love To Love You", "Right Time" 등의 명곡이 담겨있다.
1997년 2집 앨범 《Talk On Corners》를 발매하였는데, 아일랜드 국내에서만 성공하였다. 1998년 성 파트리치오의 날에 런던의 로열 앨버트 홀(Royal Albert Hall)에서 공연을 가졌으며, 같은 해 6월에는 라이베리아의 어린이들을 위한 루치아노 파바로티와 친구들의 자선 콘서트에 출연하여 함께 공연하기도 하였다. 그 콘서트에는 셀린 디옹, 스티비 원더, 스파이스 걸스 등도 출연했다.
이듬해, 그들은 국제적 최고의 밴드로 브리트상(BRIT Award)를 수상했다.

### 2000 ~ 2002: 대대적인 성공
2000년 그들의 3집 앨범 《In Blue》와 함께 주류 음악으로 돌아왔다. 이전의 앨범들과는 달리, 팝 음악이 주류를 이루는 경향을 보였다. 그 앨범은 영국, 독일, 오스트레일리아 등지에서 판매 첫 주에 1위를 차지했다.
코어스 3집 앨범 제작 도중에 어머니가 암으로 사망했다. 3집 앨범에는 "Breathless", "Radio", "Give Me a Reason", "Irresistible" 등의 대표곡들이 포함되어 있다.
코어스가 아일랜드로 돌아갔을 때, 아드모어 스튜디오(Ardmore Studio)에서 라이브 콘서트를 가졌다. 여기에는 U2의 보노가 초청되었는데, 그들과 보노의 듀엣 곡 "When the Stars Go Blue"를 발표하였다.

### 2003 ~ 2005: 말년
2003년 앤드리아는 영화 《In America》를 위한 보노와 개빈 프라이데이가 작사한 "Time Enough For Tears"를 녹음하였다. 이 곡은 2004년에 발매된 4집 앨범 《Borrowed Heaven》에 수록되어있다. 그 앨범은 더블린과 로스앤젤레스에서 녹음하는 데 18개월 이상이 걸렸다고 한다. 이 앨범은 묵직한 기타 사운드가 특징적이며 포크 록 장르이고, 이전 앨범들보다는 성공하지 못하였으나 영국과 독일에서는 판매 2위를 차지하였다. 이 앨범에는 "Summer Sunshine", "Angel", "Goodbye" 등의 명곡들이 수록되어 있다.
2005년에 발매된 5집 앨범 《Home》은 아일랜드의 전통 음악들을 재편한 곡들을 수록한 것으로 알려졌다. 아일랜드 전통 음악들을 새로 맞추어 놓은 이 앨범에는 아일랜드 게일어 노래 "Bríd Óg Ní Mháille (Brigid O'Malley)"와 "Buachaill Ón Éirne(Boy from Lough Erne)"가 나와있다. 이 앨범은 아일랜드에서 성공을 거두었고, 프랑스에서 판매 5위, 독일에서 12위를 차지했다.
2006년에 해체된 후에 샤론, 짐, 캐롤라인은 각자 자신의 가족을 이루었고, 앤드리아와 샤론은 솔로 활동을 시작했다.

### 2006 ~ 2014: 솔로 프로젝트
2007년 6월 25일 앤드리아 코어는 프로듀서 넬리 후퍼와 손잡고 첫 솔로 앨범 《Ten Feet High》를 발표했으나 상업적인 성공을 거두진 못했다.
2010년 9월 13일 샤론 코어는 첫 앨범 《Dream of You》을 발매하고 투어를 했다.
2012년 5월 30일 앤드리아 코어는 올드 송으로 이루어진 앨범 《Lifelines》를 발표했다.
2013년 샤론 코어는 두번째 솔로앨범 《The Same Sun》을 발표했다.

### 2015 ~ 현재: 재결성 및 새 앨범
2015년 11월 코어스는 10년간의 휴식을 마치고 새 앨범 《White Light》을 발표했으며, 2016년 여름까지 유럽 투어를 하고 있다.

## 디스코그라피

### 앨범
- 《Forgiven, Not Forgotten》(1995)
- 《Talk on Corners》(1997)
- 《In Blue》(2000)
- 《Borrowed Heaven》(2004)
- 《Home》(2005)
- 《White Light》(2015)
- 《Jupiter Calling》(2017)

### 편집 앨범
- 《Best of the Corrs》(2001)
- 《Dreams:The Ultimate Corrs Collection》(2006)
- 《The Works》(2007)

### 라이브 앨범
- 《The Corrs - Live》(1997)
- 《The Corrs Unplugged》(1999)
- 《The Corrs, Live in Dublin》(2007)